# حزقيال لارا
حزقيال لارا هو لاعب كرة قاعدة دومينيكاني، ولد في 26 يناير 1981 في ازوا في جمهورية الدومينيكان.

## وصلات خارجية
- حزقيال لارا على موقع دوري كرة القاعدة الرئيسي (الإنجليزية)
- حزقيال لارا على موقعبيزبول رفرنس.كوم (الدوري الرئيسي) (الإنجليزية)
- حزقيال لارا على موقعبيزبول رفرنس.كوم (الدوري الثانوي) (الإنجليزية)